# Laurs Skjellerup
Laurs Østerby Skjellerup (født 12. august 2002) er en dansk professionel fodboldspiller, der spiller som angriber for den italienske Serie B-klub Sassuolo.

## Karriere

### Randers
Skjellerup fik sin officielle debut den 28. juni 2020 for Randers FC mod AC Horsens i den danske Superliga.

### Hobro IK
Den 12. juli 2022 blev det bekræftet, at Skjellerup havde vendt tilbage til sin tidligere klub, 1. divisionsholdet Hobro IK, hvor Skjellerup havde underskrevet en tre-årig aftale.

### IFK Göteborg
Den 29. december 2023 blev Skjellerup solgt til den svenske Allsvenskan-klub IFK Göteborg, hvor han underskrev en fireårig kontrakt.

### Sassuolo
Den 20. januar 2025 blev det bekræftet, at Skjellerup skiftede til den italienske Serie B-klub Sassuolo.

## Eksterne links
- Laurs Skjellerup profil på Soccerway